# L'Amour fou (film, 1969)
Pour les articles homonymes, voir L'Amour fou (homonymie).
Pour plus de détails, voir Fiche technique et Distribution.
L'Amour fou est un film français réalisé par Jacques Rivette, tourné en 1967 et sorti en 1969.

## Synopsis
La dissolution du mariage entre Claire, une actrice, et Sébastien, son metteur en scène. Le film alterne des scènes de répétition d'Andromaque de Racine, filmées par une équipe de télévision, et des scènes de la vie de couple de Sébastien et Claire, à l'extérieur du théâtre. Une pièce se construit pendant que...  le couple entre Jean-Pierre Kalfon et Bulle Ogier se détruit. Le metteur en scène laisse le film se faire.

## Fiche technique
- Titre : L'Amour fou
- Réalisation : Jacques Rivette
- Scénario : Marilù Parolini, Jacques Rivette
- Production : Georges de Beauregard (Sogexportfilm)
- Musique : Jean-Claude Éloy
- Photographie : Alain Levent (35 mm), Étienne Becker (16 mm)
- Montage : Nicole Lubtchansky, Anne Dubot
- Son : Bernard Aubouy (35 mm), Jean-Claude Laureux (16 mm)
- Premier assistant : Philippe Fourastié
- Scripte : Lydie Mahias
- Pays d'origine :  France
- Dates de tournage : juillet-août 1967
- Format : Noir et blanc / couleur
- Genre : Film dramatique
- Durée : 252 minutes (4 h 12)
- Date de sortie : France 15 janvier 1969

## Distribution
- Jean-Pierre Kalfon : Sébastien Gracq, le metteur en scène / Pyrrhus
- Bulle Ogier : Claire, l'épouse de Sébastien
- Michèle Moretti : Michèle
- Josée Destoop : Marta da Setta / Hermione
- Célia : Célia / Andromaque
- Maddly Bamy : Maddly / Céphise
- Françoise Godde : Françoise / Cléone
- Dennis Berry : Dennis / Pylade / Oreste
- Yves Beneyton : Yves / Oreste / Pylade
- Michel Delahaye : Michel / Phœnix
- Claude-Eric Richard : Philippe, l'amant de Claire
- André S. Labarthe : André, le réalisateur de l'équipe télé
- Étienne Becker : Étienne, l'opérateur de l'équipe télé
- Liliane Bordoni : Puck, la script de l'équipe télé
- Jean-Claude Laureux : le preneur de son de l'équipe télé
- Didier Léon : Didier, le musicien
- Patrice Wyers

## Analyse

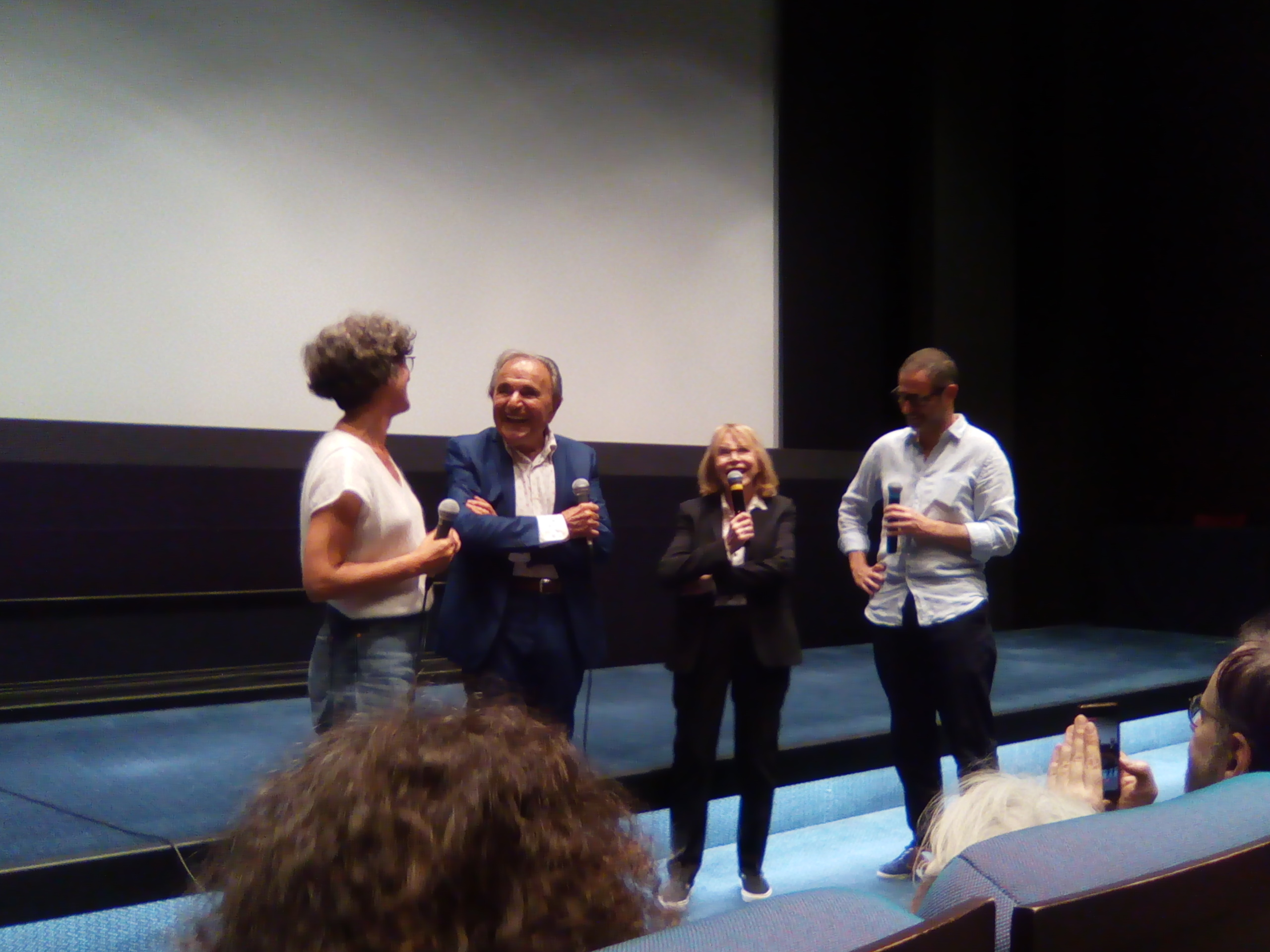
Jean-Pierre Kalfon et Bulle Ogier lors d'une projection du film à la cinémathèque française, en 2019.

J. Rivette présente L'Amour fou comme un film « sur la jalousie », tout en ajoutant que cela ne permet pas d'en donner une idée tout à fait exacte. De fait, la majeure partie du film repose sur un parallèle entre la jalousie d'Hermione dans Andromaque de Racine, et la jalousie de Claire, toutes deux suscitées par l'infidélité d'un homme aimé. Cependant, l'histoire moderne du couple formé par Claire et Sébastien diffère par certains aspects de celle du couple Hermione-Pyrrhus ; l'épisode notamment « où le couple se cloître » (la claustration de Claire et Sébastien), dans la dernière partie du film, est entièrement originale comparée à l'histoire de la pièce de Racine.
Le film illustre le « rapport particulièrement fécond que le travail de Jacques Rivette entretient avec la littérature », à l'instar d'autres films comme Suzanne Simonin, La Religieuse de Diderot (adaptation d'un roman de Diderot) ou Ne touchez pas la hache (adaptation d'un roman de Balzac).
Selon les Inrocks, L’Amour fou compte parmi les meilleures variations autour du théâtre qu’ait pu proposer le cinéma, avec L’Amour par terre, La Bande des quatre, Va savoir.

### Études
- Antony Fiant, « La création en direct : L’Amour fou de Jacques Rivette (1968) », dans Filmer l'acte de création, Pierre-Henry Frangne, Gilles Mouëllic et Christophe Viart  (dir.), Presses universitaires de Rennes, 2013
- Gilles Mouëllic, « Performances et happenings dans L’Amour fou (1967-1969) de Jacques Rivette », dans Les Œuvres d’art dans le cinéma de fiction, Antony Fiant, Pierre-Henry Frangne et Gilles Mouëllic (dir.), Presses universitaires de Rennes, 2014